# 宣平溪
宣平溪，是瓯江的一条重要支流，又称宣平港。宣平溪发源于武义县顶头岗，流经武义县、丽水市莲都区，在莲都区港口村汇入瓯江。干流全长72.80公里，流域面积860平方公里，平均年经流量8.2亿立方米。历史上宣平溪流域曾经设置宣平县，自宋代起此流域范围就是这片区域的文化中心，是浙江省内仅次于景宁畲族自治县的第二大畲族聚居区。